# Jean-Pierre Saint-Ours

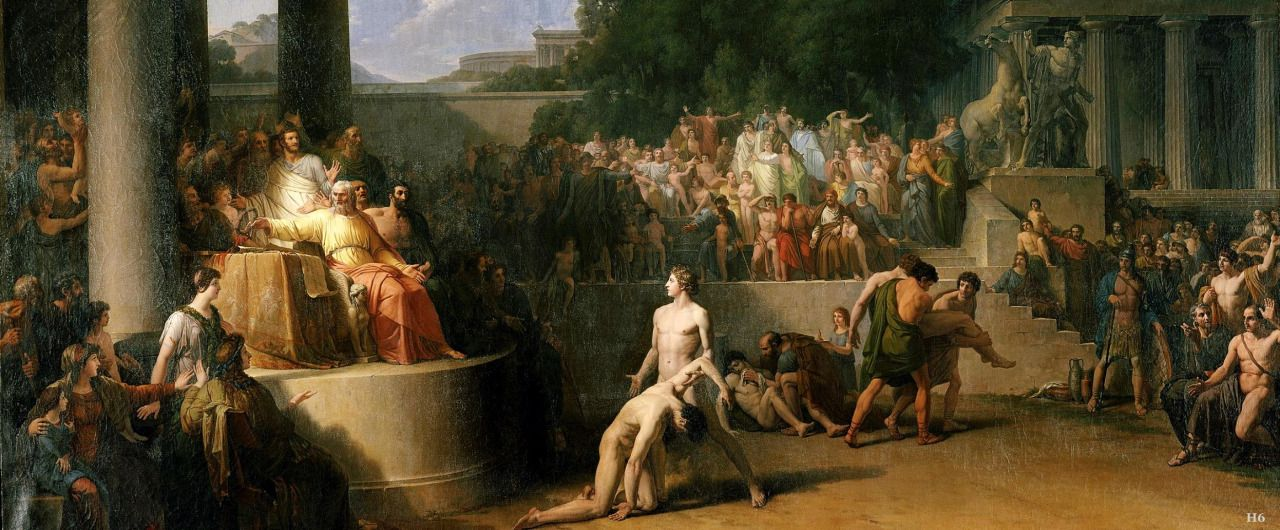
Lucha libre en los Juegos Olímpicos, 1786-1791, Museo de Arte e Historia, Ginebra, 209,5 × 386 cm

Jean-Pierre Saint-Ours (4 de abril de 1752 - 6 de abril de 1809) fue un pintor suizo de Ginebra .  

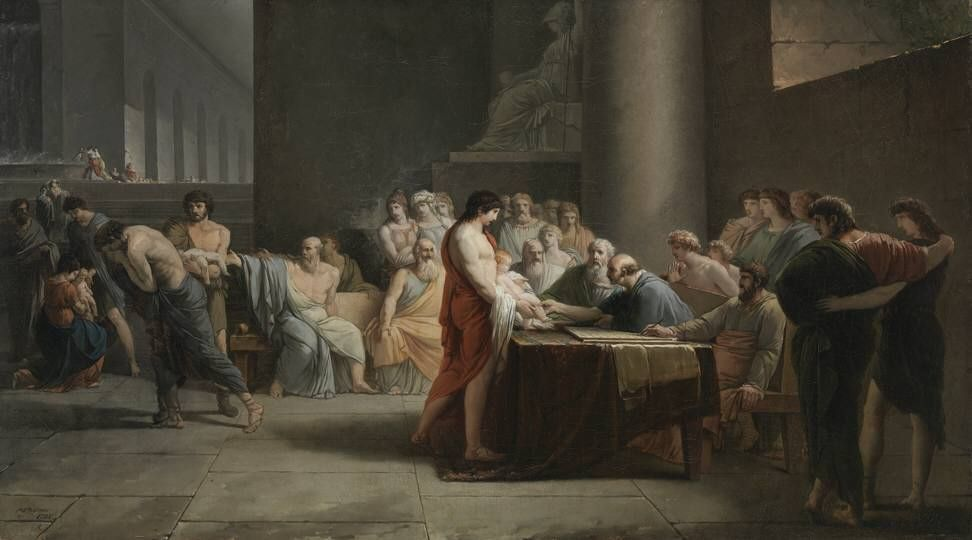
La selección de niños en Esparta, versión pequeña de 1785, 56 cm × 100 cm, Neue Pinakothek, Múnich

Además de retratos relativamente informales, se especializó en ambiciosos cuadros de historia sobre temas de la historia antigua, especialmente clásica. Estos cuadros son de estilo neoclásico, algunos de ellos con grandes grupos de figuras, lo que inevitablemente atrae la comparación con las obras de su contemporáneo Jacques-Louis David, cuatro años mayor que él.Pero muchas de las obras de Saint-Ours son mucho más pequeñas, aunque sólo fuera porque carecía de los encargos para realizarlas al tamaño completo que pretendía. Sus grandes composiciones existen principalmente como dibujos con diversos grados de acabado, pequeñas versiones pintadas y, si recibía un encargo, los óleos a tamaño natural, que a menudo pueden ser muy grandes.

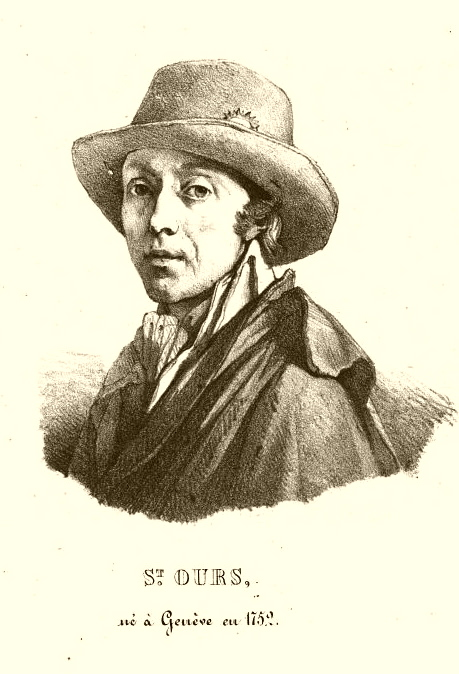
Retrato de Jean-Pierre Saint-Ours, de su "elegía fúnebre", 1809

Después de la Revolución Francesa, Saint-Ours regresó a Ginebra y entró en la política, inicialmente como un entusiasta partidario de las ideas revolucionarias. Más tarde se desilusionó y volvió a la pintura, ahora principalmente como retratista de ginebrinos adinerados.

## Vida y obra
Saint-Ours nació en Ginebra, entonces República independiente. Comenzó a estudiar con su padre Jacques (1708-1773), que era pintor de esmaltes. Continuó sus estudios en París en 1769, con Joseph-Marie Vien, en cuyo estudio conoció a David y se familiarizó con el pensamiento político radical. Tras ganar varios premios menores, en 1780 obtuvo el Premio de Roma con un Rapto de las sabinas, pero se le denegó una plaza en la Academia francesa de Roma, debido a su nacionalidad y a su religión protestante. Hizo el viaje a sus expensas y se le concedieron efectivamente los privilegios de miembro, pero se le excluyó de las comisiones oficiales francesas. Con la ayuda de contactos establecidos a través del cardenal de Bernis, embajador de Francia, pudo ganarse la vida con éxito en Roma. Apoyó firmemente la Revolución Francesa durante sus primeros años,  incluso cuando ésta prácticamente destruyó el mercado de las grandes pinturas históricas que quería pintar.
En el primer Salón de París bajo la Revolución, en 1791, expuso tres versiones pequeñas de lo que parece que pretendía ser un grupo de cuatro grandes cuadros que mostraban las costumbres de diferentes pueblos antiguos, y también las cuatro Edades del Hombre. En París se expusieron La selección de los niños en Esparta, Las bodas germánicas (estas dos pequeñas versiones se encuentran actualmente en Múnich) y Los Juegos Olímpicos.  Todas ellas fueron producidas a su considerable tamaño natural. Los Juegos (hacia 1791, 209,5 × 386 cm) y la Selección (hacia 1786, 138 centímetros × 260 cm) se encuentran actualmente en Ginebra, y la Boda (hacia 1788, 136,5 × 259 cm) en la Fundación Oskar Reinhart, Winterthur.  La Selección de niños en Esparta ( Le Choix des enfants de Sparte ), basada en una historia de Plutarco, muestra una combinación de los severos impulsos moralizantes del neoclasicismo y el culto contemporáneo al "sentimiento" en la figura a la izquierda del padre saliente cuyo hijo no pasó la selección; el bebé se retiene para una exposición posterior. 
En 1792,  tras la invasión de Italia por la Francia revolucionaria, Roma se volvió peligrosa para los francófonos, y Saint-Ours regresó a Ginebra, donde se casó y entró en política, siendo elegido miembro de la Asamblea Nacional de Ginebra. Pintó una figura alegórica de la República de Ginebra, diseñó nuevos trajes para los magistrados y diseñó para las festividades cívicas.  En 1795 consiguió que se colocara un busto de Jean-Jacques Rousseau, a quien había conocido, en una alta columna en el Parc des Bastions.Pero en 1796, desilusionado por la evolución de la situación en Francia, se retira de la política y vuelve a pintar, sobre todo retratos de la élite ginebrina.También realizó varios autorretratos, el primero de ellos a los trece años. 

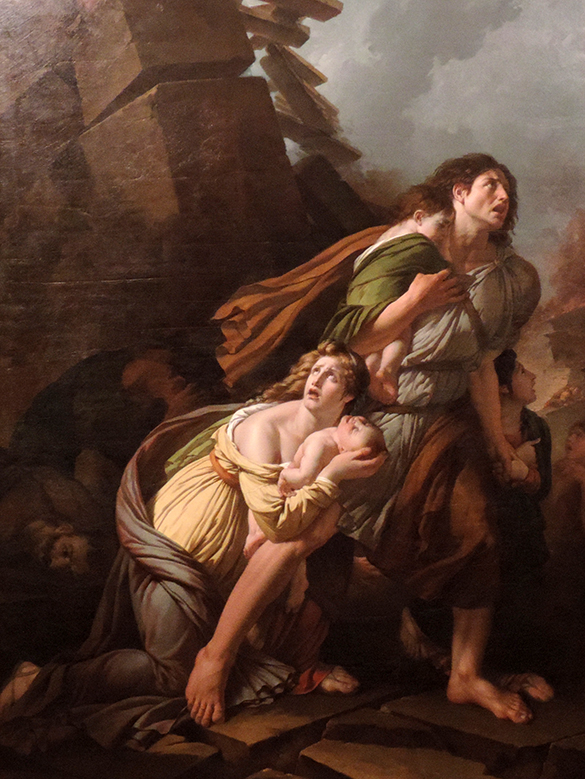
La versión "Monumental" de El terremoto, (Le Tremblement de terre monumental), 1792-1799, 261 × 195 cm, Ginebra.

Las versiones posteriores de su Terremoto, donde una familia huye de un templo griego que se derrumba, muestran su desilusión con la Revolución y sus secuelas napoleónicas; en total pintó cinco versiones del tema entre 1782 y 1806.
Ilustró uno de los libros de Rousseau con una serie de dibujos, cada uno de ellos repetido en un pequeño óleo.Su retrato del geólogo y meteorólogo ginebrino Horace-Bénédict de Saussure (1796, Ginebra)  fue muy copiado en grabados. También dibujó y pintó paisajes italianizantes, algunos con el paisaje de los alrededores de Ginebra reimaginado como una escena clásica, como en La ville de Genève idéalisée à l'antique avec le tombeau de Rousseau ("La ciudad de Ginebra idealizada al estilo antiguo, con la tumba de Rousseau"), c. 1794. 

## Familia y legado
Se había casado con su prima Madeleine-Hélène Bois de Chêne a su regreso a Ginebra en 1792, y tuvo tres hijas. Una de ellas vivía aún en 1871, cuando, tras la Comuna de París, destruyó numerosos documentos relativos a sus actividades políticas.El 6 de abril de 1809 murió en Ginebra, entonces capital del departamento francés del Léman, anexionado por el régimen revolucionario francés en 1798. 
Su reputación fue baja, incluso en Ginebra, durante más de un siglo tras su muerte, pero ha empezado a resurgir en las últimas décadas. La mejor colección se encuentra en el Musée d'Art et d'Histoire de Ginebra, por cuya creación abogó Saint-Ours, aunque no se fundó hasta más tarde.El museo le dedicó una exposición en 2015-16, con más de 100 pinturas y muchos dibujos. 
Varias colecciones públicas y privadas de Suiza poseen obras, al igual que el Museo de Arte del Condado de Los Ángeles y las Colecciones de Pintura del Estado de Baviera. Las colecciones del gobierno francés tienen obras y en 2018 una pintura estaba en el Palacio del Eliseo.  Prestaron su Premio de Roma El rapto de las sabinas a Guadalupe, que luego se perdió en un huracán en 1928.  Es posible que sus obras en las colecciones de los museos no estén en exhibición.

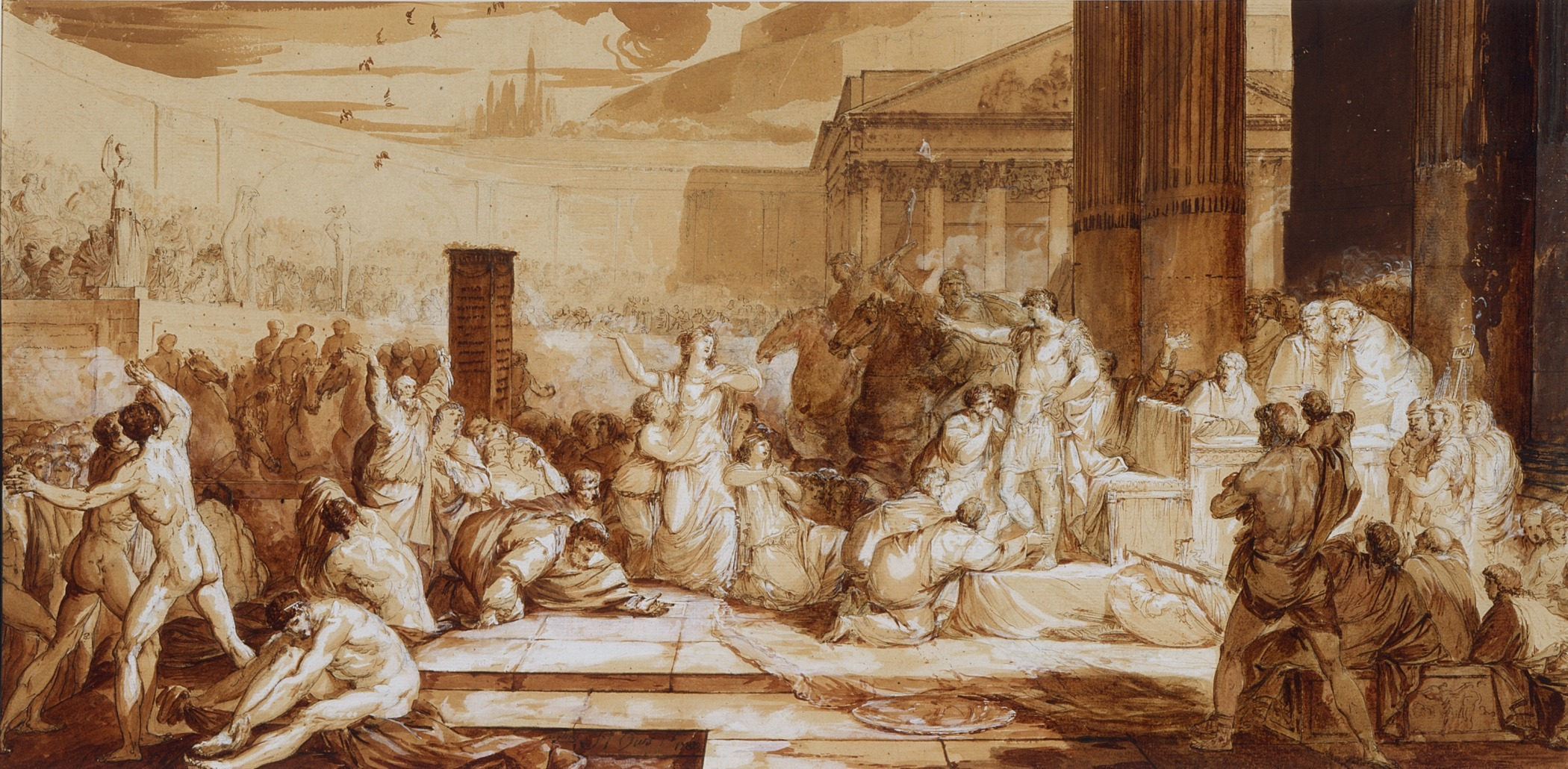
Titus Quinctius Flamininus concediendo la libertad a Grecia en los Juegos Ístmicos, 1780, dibujo
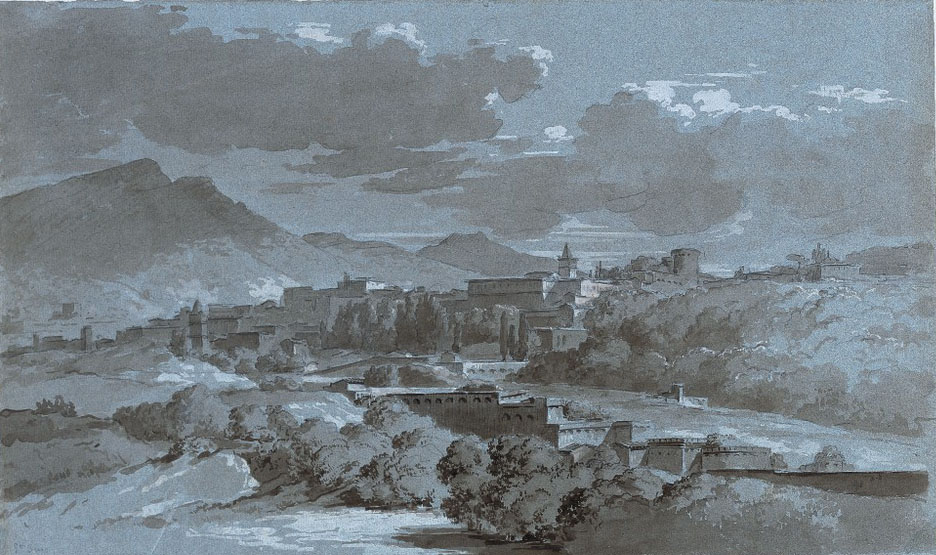
Paisaje italiano,1785–86
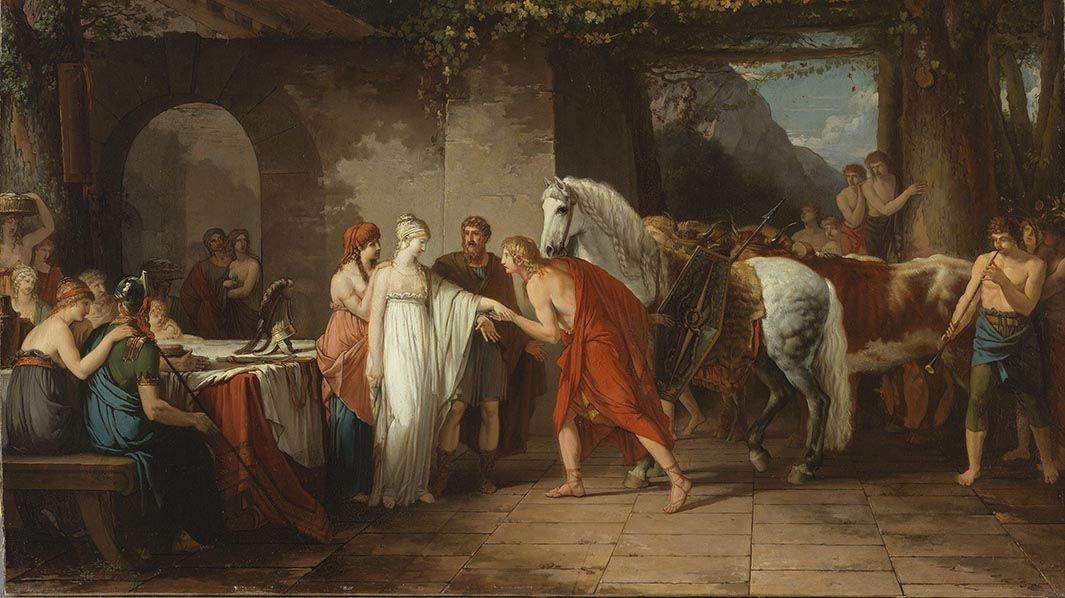
Boda germánica, 1787, versión pequeña en Múnich, 55,9 cm × 98,7 cm
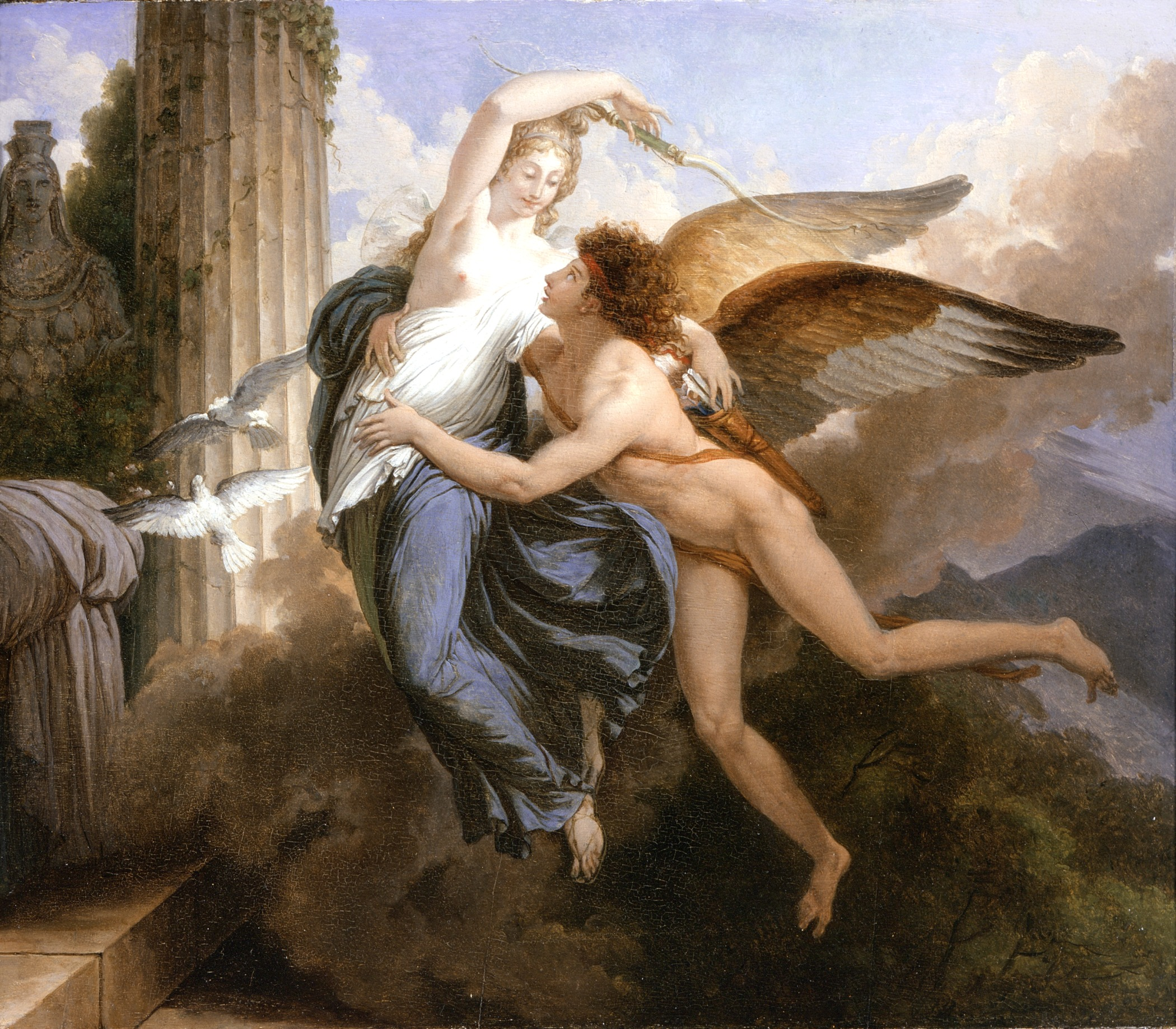
La reunión de Cupido y Psique, c. 1789-1792, 35,25 × 40,01 cm, estudio preparatorio, LACMA.
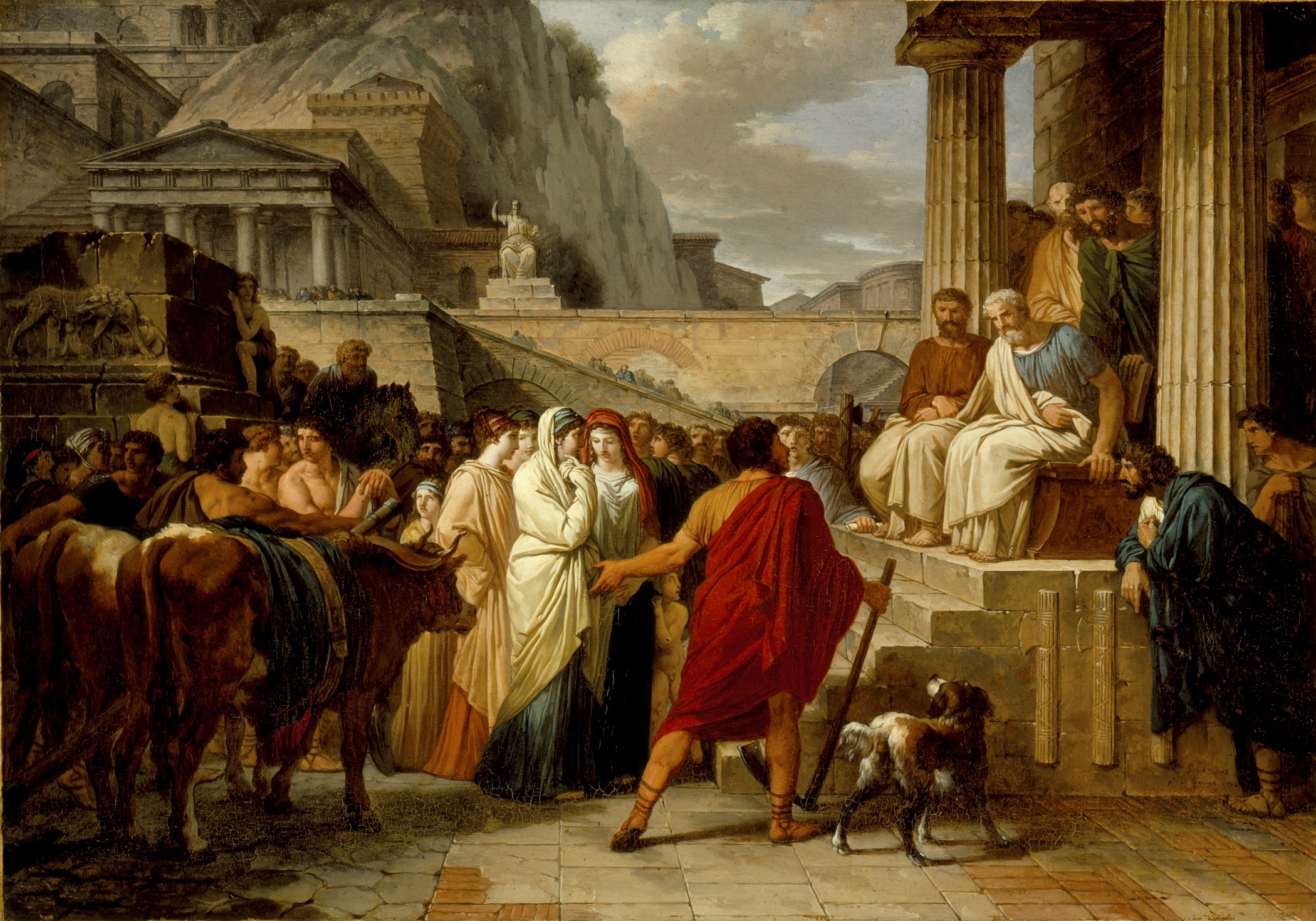
Caius Furius Cressinus acusado de brujería, 1792, 48,26 × 68,58 cm, óleo sobre tabla
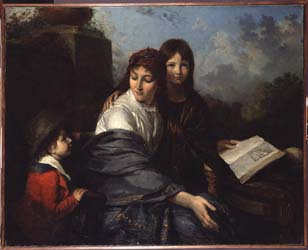
La Lecture de la fable ("Lectura de la fábula", 1796); la mujer del artista y sus sobrinos.
El químico Pierre-François Tingry en su laboratorio, con su esposa. 1803
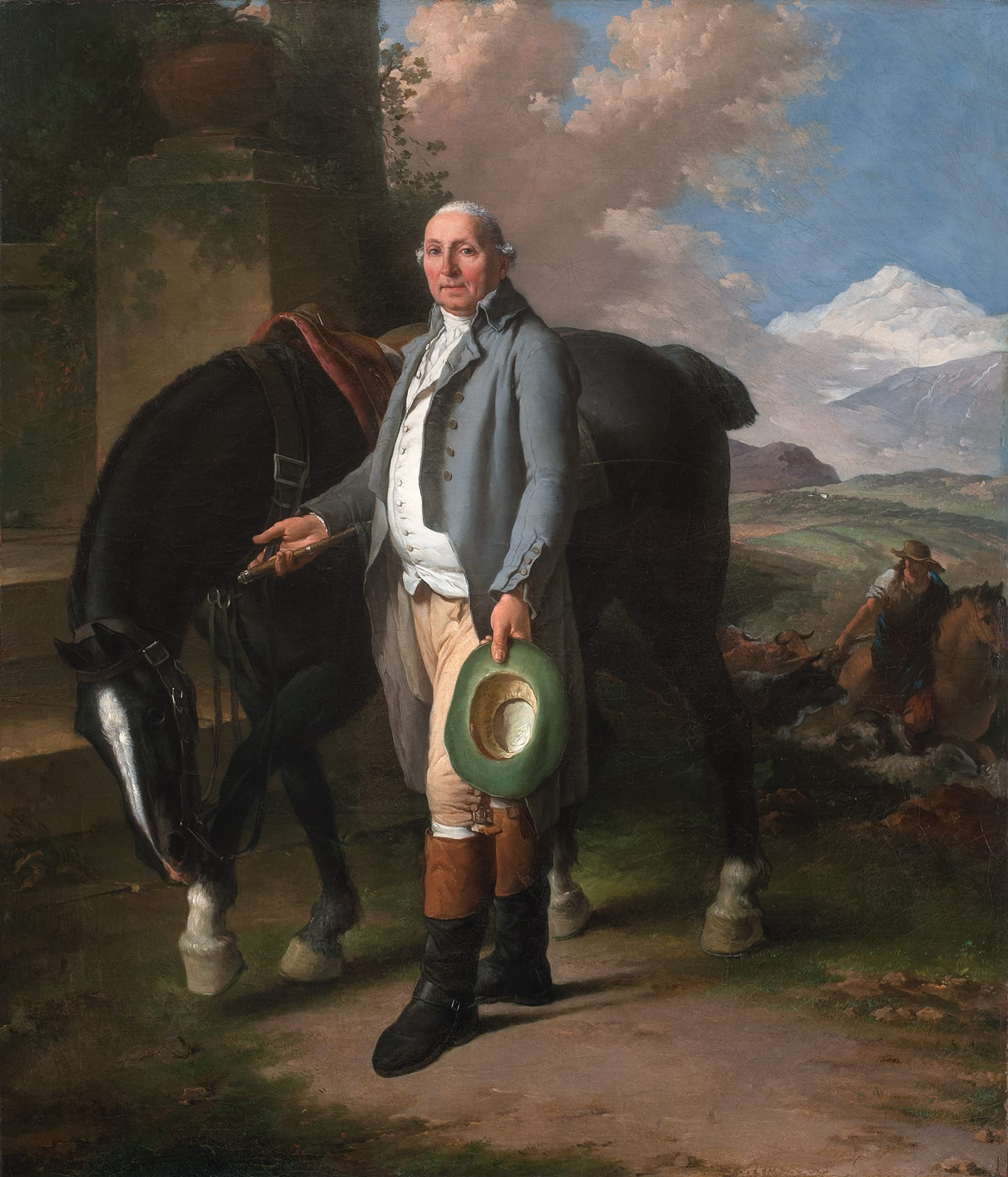
El banquero Jacques Mallet (1724-1815)
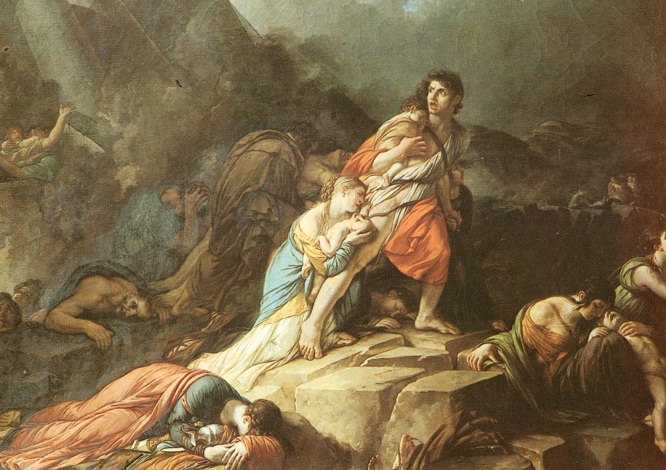
El terremoto o alegoría del terror, 1806
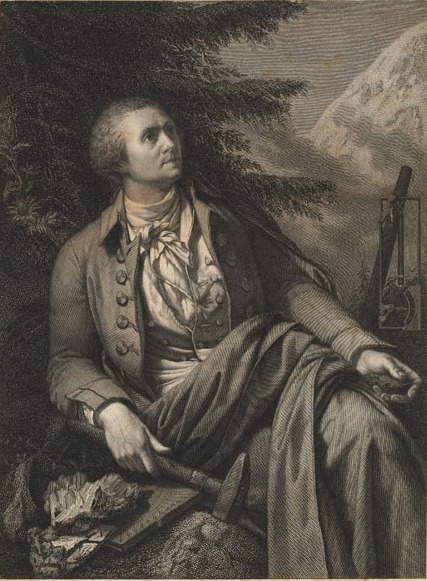
Horace-Bénédict de Saussure - grabado deCharles Simon Pradier según el retrato de 1796 de Saint-Ours.

## Otras lecturas
- Anne de Herdt, Jean-Pierre Saint Ours, Baconniere Arts, 2016 (ISBN 978-2940462124 ) ( catálogo razonado )
- (en francés) Herdt, Anne de, Saint-Ours et la Révolution, Ginebra : Museo de arte e historia, 1989.
- (en alemán) Koller, Mylène, Zur Genfer Historienmalerei von Jean-Pierre Saint-Ours (1752–1809), Berna; Nueva York : Lang, 1995.

- Datos: Q3169737
- Multimedia: Jean-Pierre Saint-Ours / Q3169737